# Budіwelnyk-Dynamo-Bukowyna Czerniowce
Budiwelnyk-Dynamo-Bukowyna Czerniowce (ukr. Волейбольний клуб «Будівельник-Динамо-Буковина» Чернівці, Wołejbolnyj kłub "Budiwelnyk-Dynamo-Bukowyna" Czerniwci) – ukraiński męski klub piłki siatkowej z siedzibą w Czerniowcach. Założony został w 2003 roku. Występował w najwyższej klasie rozgrywek klubowych na Ukrainie.

## Rozgrywki krajowe
| Sezon     | Rozgrywki | Osiągnięcie |
| --------- | --------- | ----------- |
| 2008/2009 | Superliga | 2. miejsce  |
| 2009/2010 | Superliga | 4. miejsce  |

## Rozgrywki międzynarodowe
Klub Budiwelnyk Czerniowce nie występował dotychczas w europejskich pucharach.

## Kadra w sezonie 2009/2010
- Pierwszy trener:  Serhij Skrypka

| Nr | Imię i nazwisko   | Data ur. | Wzrost | Pozycja      |
| -- | ----------------- | -------- | ------ | ------------ |
| 1  | Serhij Pryszlak   | 1983     |        |              |
| 2  | Ołeksij Dniwenko  | 1980     |        | środkowy     |
| 3  | Jurij Szulha      | 1983     |        |              |
| 4  | Heorhij Hnat      | 1982     |        | środkowy     |
| 5  | Andrij Sawin      | 1985     |        | rozgrywający |
| 6  | Artem Łazarewski  | 1986     |        | libero       |
| 7  | Jewhen Żorow      | 1981     |        | środkowy     |
| 8  | Witalij Suchinin  | 1985     |        | atakujący    |
| 9  | Wiktor Położeweć  | 1980     |        | rozgrywający |
| 10 | Jewhen Bojko      | 1983     |        | środkowy     |
| 11 | Serhij Sereda     | 1973     |        | libero       |
| 12 | Ihor Witiuk       | 1988     |        |              |
| 13 | Ihor Merkuszew    | 1984     |        |              |
| 14 | Ihor Antoniuk     | 1973     |        |              |
| 14 | Ołeh Wytrychowski | 1982     |        |              |